# Bernard Greenhouse
Bernard Greenhouse   (Newark, 3 de gener de 1916 - Wellfleet, 13 de maig de 2011) fou un violoncel·lista estatunidenc i un dels fundadors del Beaux Arts Trio.

## Biografia
Nascut a Newark, Nova Jersey, va començar els seus estudis amb Felix Salmond a la Juilliard School quan tenia divuit anys. Després de quatre anys d'estudi amb Salmond, Greenhouse estudià amb Emanuel Feuermann, Alexanian, i després es va convertir en un dels molt pocs estudiants de Pau Casals, estudiant amb ell des de 1946 fins a 1948.
Després d'acabar els estudis amb Casals, Greenhouse va iniciar una carrera en solitari durant dotze anys. Durant aquest període de poca popularitat dels solistes de violoncel, es va trobar amb el violinista Daniel Guilet, que el va convidar Hivernacle per gravar alguns trios per a piano de Mozart amb el pianista Menahem Pressler. El 1955 es van reunir a la ciutat de Nova York, en la primera reunió del que es convertiria en el Beaux Arts Trio. El 1987 va deixar el trio, i va ser reemplaçat amb el violoncel·lista Peter Wiley. Greenhouse va ser conegut per la seva tècnica impecable, però més encara per la seva passió inspiradora i la profunditat i la varietat del seu so.
Durant la seva carrera, va ser professor a l'Escola Superior de Música Hartt, la Universitat Estatal de Nova York a Stony Brook, la Manhattan School of Music, la New England Conservatory, Rutgers University i l'Escola Juilliard. Es conserven una sèrie de vídeos de les seves classes magistrals produïts el 1993 per Ethan Winer. Quan es retirà de l'ensenyament institucional, Greenhouse continuà fent classes magistrals als Estats Units, Canadà, Xina, Corea, Japó i Europa fins a la seva mort el 2011.
Alguns dels seus alumnes més destacats foren Maxine Neuman, Paul Katz, Amit Peled, Damien Ventula, Stjepan Hauser i Lluís Claret i Serra.